# Britta Lundgren
Britta Margareta Lundgren, född 18 december 1951 i Malå, Västerbottens län, död 20 januari 2021 i Umeå stadsdistrikt i Västerbotten, var en svensk etnolog och professor i etnologi vid Umeå universitet.

## Biografi
Lundgren inledde sitt yrkesliv som läkarsekreterare, men började sedan studera vid Umeå universitet och avlade fil. kand.-examen 1981. Hon disputerade 1990 vid Umeå universitet på avhandlingen Allmänhetens tjänare: kvinnlighet och yrkeskultur i det svenska postverket, blev docent 1995 och var från 1999 professor vid Institutionen för kultur- och medievetenskaper.  Åren 1999–2005 var Lundgren ledamot av universitetsstyrelsen, 2005–2011 dekan vid Humanistisk fakultet.
Vid Umeå universitet var Britta Lundgren under 1997 föreståndare för Kvinnovetenskapligt forum samt ansvarig för uppbyggande av Genusforskarskolan och åren 2000–2006 dess föreståndare. 
I början av 2000-talet ledde hon forskningsprojektet "Tillit under omprövning", som bland annat studerade sociala och kulturella aspekter på sorgearbete och som 2006 resulterade i boken Oväntad död – förväntad sorg. En etnologisk studie av sörjandes processer.
Från 2012 var Lundgren verksam inom området medicinsk humaniora, och undersökte bland annat kulturella och sociala mönster hos grupper som berörts av biverkningar som narkolepsi, orsakat av svininfluensavaccinet Pandemrix. Inom projektet studerade hon också pandemiberedskap och människors inställning till åtgärder som till exempel massvaccination.

## Andra uppdrag
Britta Lundgren var en av initiativtagarna till och åren 2002–2005 styrelseledamot i ACSIS (Advanced Cultural Studies Institute of Sweden), vid Linköpings universitet . Åren 2005–2009 var hon ordförande i Vetenskapsrådets (VR) kommitté för genusforskning, och var åren 2007–2012 forskningsledare för programmet "Challenging Gender", som VR 2006 utsåg till Center of Gender Excellence.
Under 2014, då Umeå var europeisk kulturhuvudstad, var Lundgren Umeå universitets representant i styrelsen för University Network of European Capitals of Culture (UNEeCC). Hon var ledamot av Kungliga Skytteanska samfundet, och även dess vice preses.
Britta Lundgren var under perioden 2016–2018 forskarvald ledamot av Vetenskapsrådets styrelse.

## Utmärkelser (i urval)
- 2006 – Görel Bohlins pris för framstående genusforskning, från Nationella sekretariatet för genusforskning[11]
- 2016 – Umeå universitets Förtjänstmedalj[12]
- 2016 – Torsten Jahnckes minnesfonds pris (genom Kungliga Gustav Adolfs Akademien för svensk folkkultur): ”…för grundläggande och betydelsefulla insatser att anbringa och utveckla etnologins genusperspektiv.”[13]

## Publikationer (i urval)
- Lundgren, Britta (1990). Allmänhetens tjänare: kvinnlighet och yrkeskultur i det svenska postverket. Stockholm: Carlsson. Libris 7666000. ISBN 91-7798-416-1
- Lundgren, Britta (1995). Den ofullkomliga vänskapen: en etnologisk studie av nutida vardagsrelationer. Etnologiska skrifter, 1103-6516 ; 5. Stockholm: Carlsson. Libris 7666453. ISBN 91-7798-897-3
- Lundgren, Britta (2006). Oväntad död - förväntad sorg: en etnologisk studie av sörjandes processer. Etnologiska skrifter, 1103-6516 ; 37. Stockholm: Carlsson. Libris 10167279. ISBN 91-7203-783-0. http://urn.kb.se/resolve?urn=urn:nbn:se:umu:diva-9725
- Lundgren, Britta (2007). ”Akademiska resor: om klass och genus”. Sigbrit Franke : tydlig, synlig, djärv / (2007):  sid. 151-159. Libris 10823292
- Lundgren, Britta (2009). ”Umeås genusforskning - från seminarier till excellenscentrum”. Thule (Umeå) 2009(22),:  sid. [245]-252. 0280-8692. ISSN 0280-8692. http://urn.kb.se/resolve?urn=urn:nbn:se:umu:diva-60366. Libris 11494544
- UR Samtiden - Samhällets utmaningar 2015 Elektronisk resurs : Svininfluensapandemin, vad lärde vi oss?. Utbildningsradion. 2015. Libris 17911920
- Lundgren, Britta; Holmberg, Martin (2015). ”Svininfluensapandemin i backspegeln”. Socialmedicinsk tidskrift (Stockholm) 2015 (92), nr 6:  sid. [683]-695. ISSN 0037-833X. http://urn.kb.se/resolve?urn=urn:nbn:se:umu:diva-117005.
- Lundgren, Britta; Holmberg, Martin (2017). ”Pandemic flus and vaccination policies in Sweden” (på engelska). The Politics of Vaccination: A Global History. Manchester University Press. ISBN 978-1-5261-1088-6. http://urn.kb.se/resolve?urn=urn:nbn:se:umu:diva-129599
- Lundgren, Britta; Öhman Ann, Kalman Hildur, Bränström Öhman Annelie (2020). Möjligheter och mellanrum. Berättelser om genus och akademiska livslopp. Makadam förlag. Libris fsv8dkzlcqwf6r6h. ISBN 9789170613272